# Lontra-anã-oriental
A lontra-anã-oriental, também chamada de lontra-indiana (nome científico Aonyx cireneus segundo alguns e Amblonyx cinereus segundo outros) é uma pequena espécie de lontra asiática encontrada na Índia, China e outros países próximos. Trata-se da menor espécie de lontra do mundo, com aproximadamente 90 centímetros de comprimento do focinho à cauda, e um peso aproximado de 5 kg.
O habitat natural dessas lontras são os rios, mangues, lagos, pântanos e regiões de água doce em geral. Elas vivem em grupos familiares e alimentam-se de crustáceos, moluscos, peixes e rãs.
A classificação dessa espécie ainda é incerta. Enquanto alguns a classificam no gênero Aonyx, outros lhe dão um género próprio, Amblonyx.
A lontra-anã-oriental tem sido muito desejada e criada como animais de estimação, uma vez que criadas desde pequenas se tornam animais bastante dóceis e que amam interagir com seus donos.

## Galeria de imagens

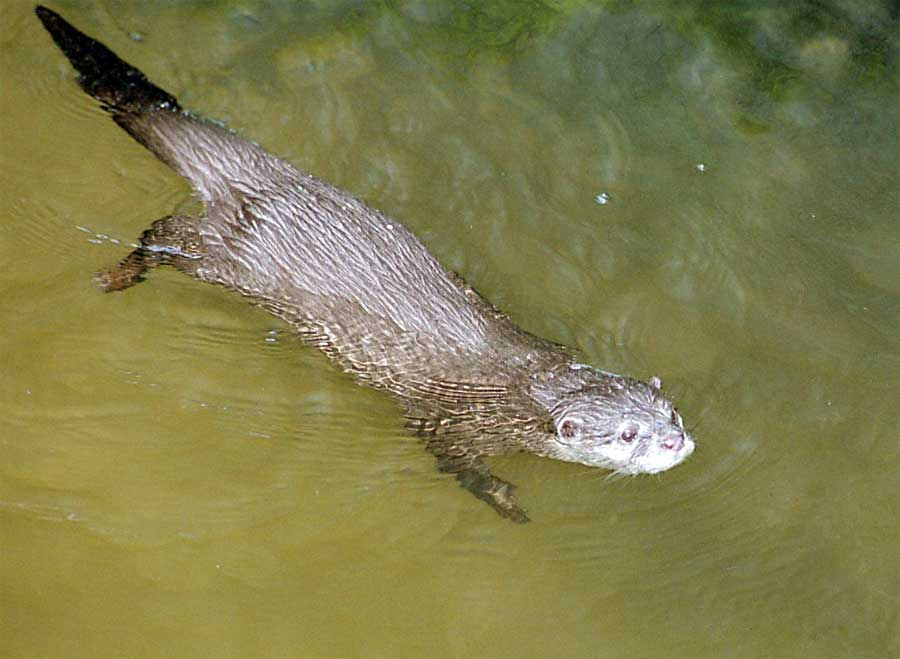
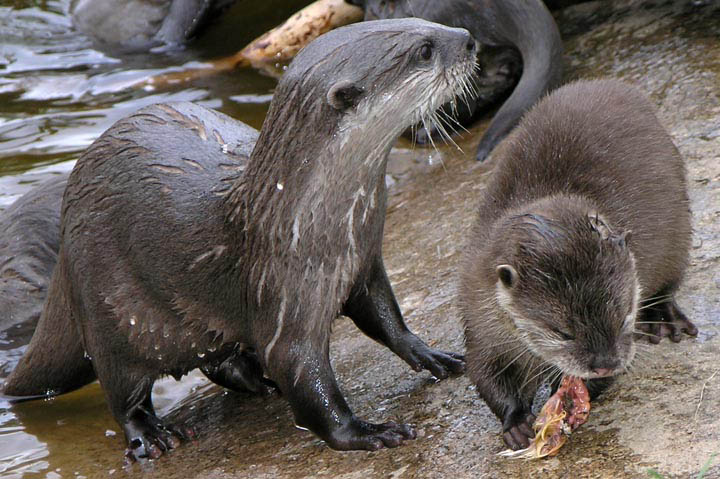
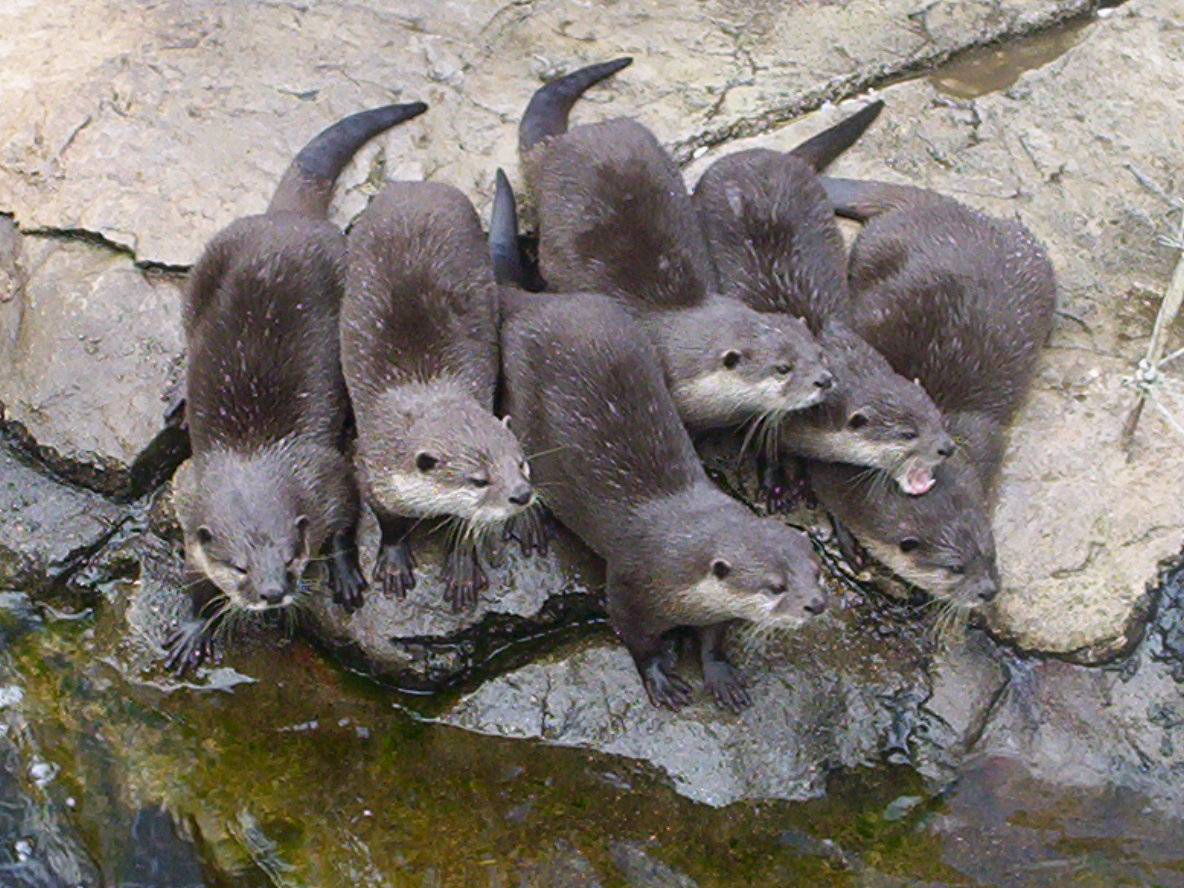